# Xoay bàn đĩa

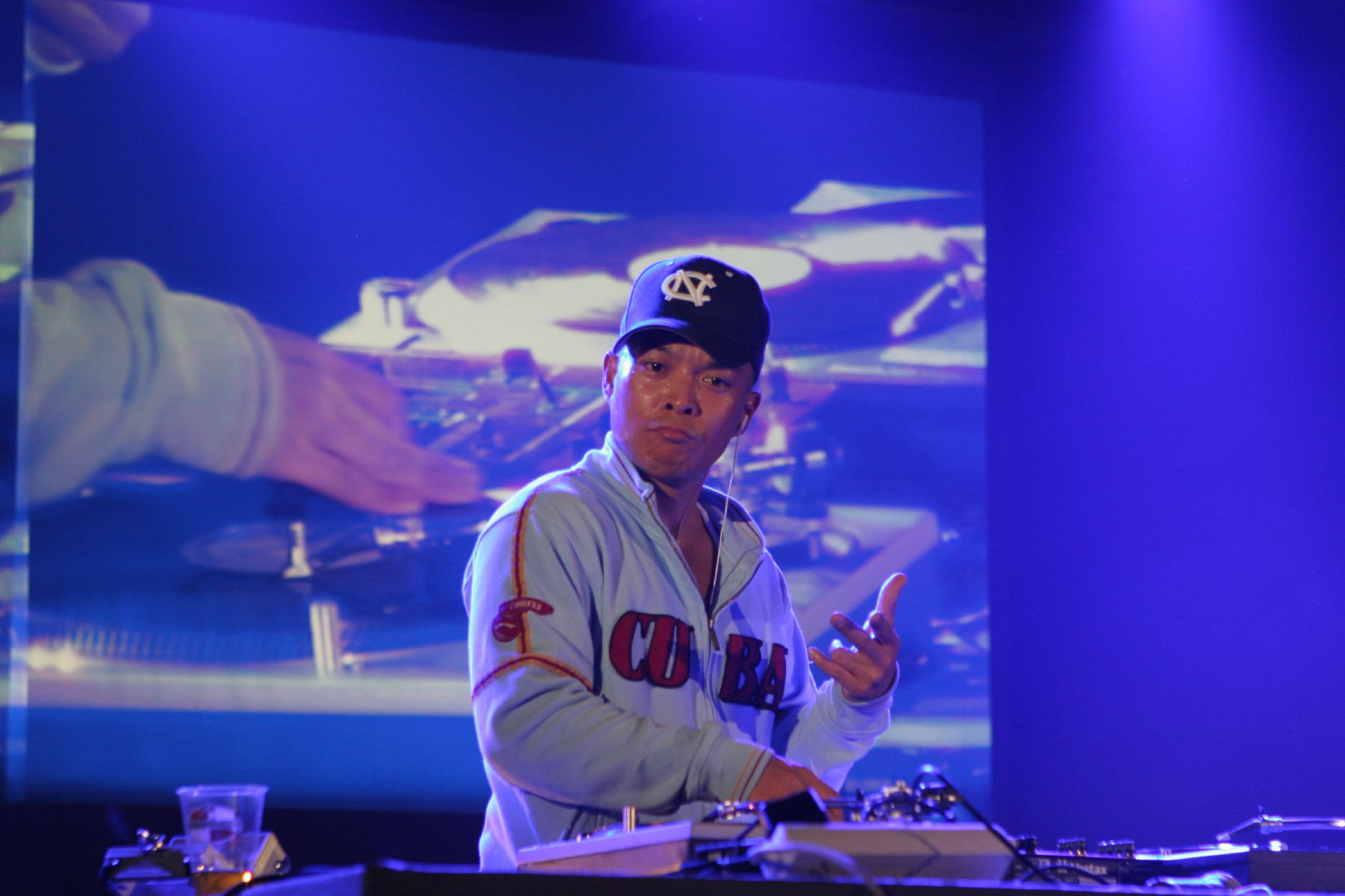
DJ Q-bert đang điều khiển một chiếc máy quay đĩa bằng tay tại một cuộc thi xoay bàn đĩa (hòa âm) ở Pháp năm 2006.

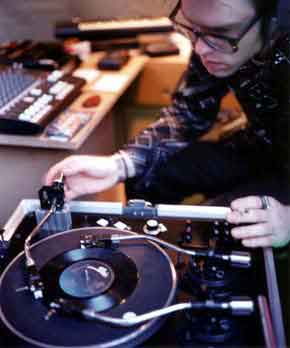
Ảnh chụp nhà vô địch thế giới về xoay bàn đĩa ba âm vào ngày 14 tháng 7 năm 1997, tại thành phố Luân Đôn.

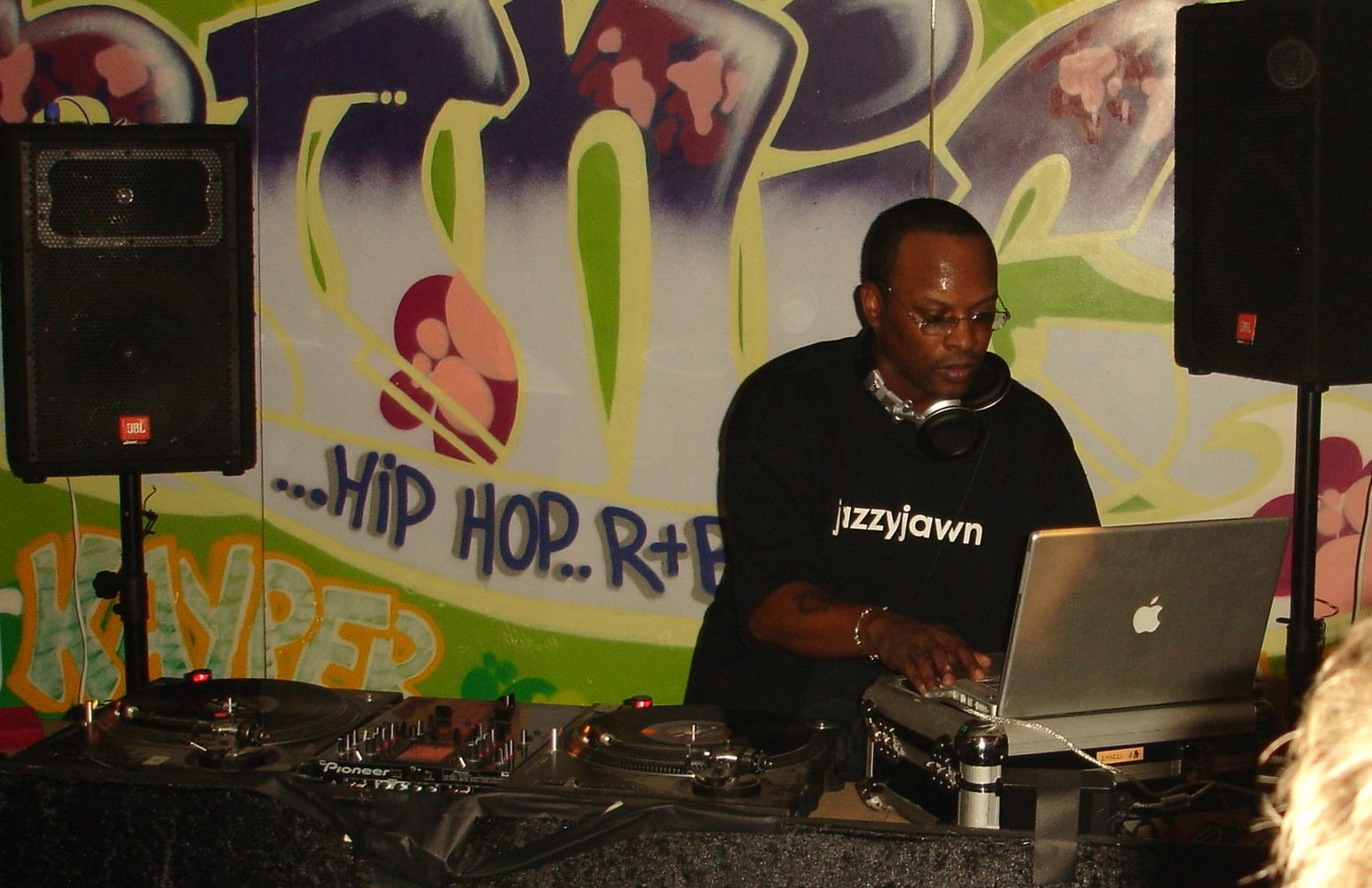
DJ Jazzy Jeff kiêm nhà sản xuất âm nhạc đang điều khiển một chiếc máy quay đĩa bằng tay ở nước Anh vào năm 2005.

Xoay bàn đĩa hay quay đĩa là môn nghệ thuật điều khiển âm thanh bằng tay và tạo ra âm nhạc, hiệu ứng âm thanh, bản phối mới và các âm thanh, nhịp phách vô cùng sáng tạo khác, điển hình ở việc sử dụng hai hay nhiều máy quay đĩa và một chiếc máy trộn nhạc DJ có trang bị bộ tiệm giảm chéo. Máy trộn nhạc được cắm vào trong hệ thống phát loa công cộng dành cho các sự kiện trực tiếp và/hoặc thiết bị phát sóng (nếu DJ biểu diễn trên sóng phát thanh, truyền hình hay phát thanh Internet) để một lượng khán thính giả rộng lớn hơn có thể nghe được nhạc của nghệ sĩ xoay bàn đĩa.
Nhạc sĩ John Oswald người Canada miêu tả bộ môn nghệ thuật này như sau: "Một chiếc máy hát trên tay một nghệ sĩ 'nhạc hip hop/chà đĩa', họ chơi nhạc (nghịch đĩa) giống như một tấm mạn điện tử với chiếc kim máy hát tựa như miếng gảy, họ tạo ra thứ âm thanh độc nhất vô nhị và không hề tái sao chép—máy chơi đĩa trở thành một nhạc cụ."